# 30 Eridani
30 Eridani är en blåvit jätte i stjärnbilden Eridanus. 
Stjärnan har visuell magnitud +5,48 och är synlig för blotta ögat vid god seeing. Den befinner sig på ett avstånd av ungefär 585 ljusår.